# Casa Ongaro Marcon
Casa Ongaro Marcon, detta anche Villa Ongaro, è una villa veneta di San Fior, ubicata nel centro del paese, affacciata sulla SS 13 Pontebbana.

## Storia
Casa Ongaro nasce viene edificata nel XVIII secolo, dimora della famiglia Ongaro, della borghesia sanfiorese.
La villa passa poi alla famiglia Marcon, di cui è ancora oggi proprietà. Si trova in discreto stato di conservazione.

## Descrizione

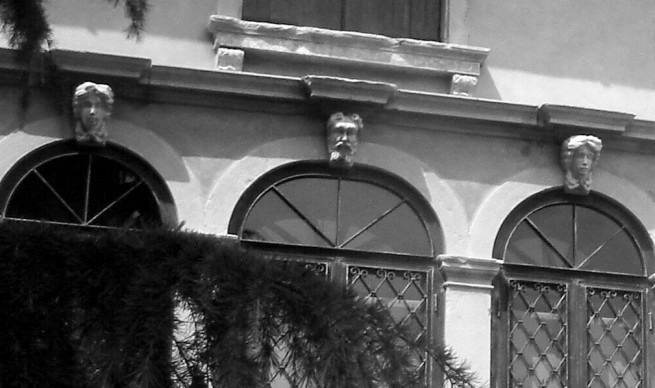
Particolare della trifora, coi mascheroni in chiave

Villa Ongaro consta di due parti, un corpo principale, rivolto verso la SS 13 e un corpo laterale, adiacente a sinistra, sviluppato sul retro e fortemente rimaneggiato.
L'edificio principale ha una facciata simmetrica, la cui forometria evidenzia i tre livelli di cui si compone. 

Il piano terra ha centralmente un portale a tutto sesto, con mascherone in chiave di volta e affiancato da due monofore ovali. Un altro ingresso è presente a destra, frutto di modifiche apportate in epoca successiva. 

Il piano nobile, oltre a quattro monofore rettangolari inserite in cornice lapidea, ha centralmente un'elegante trifora, arricchita da mascheroni ed altri elementi scultorei; ad essa corrisponde la lieve sporgenza di una piccola terrazza con parapetto in ferro battuto. 

Il secondo piano, di dimensioni ridotte, è aperto da cinque monofore quadrangolari e sovrastato, in corrispondenza della parte centrale, da un cornicione dentellato.